# Cucurbiteae
Cucurbiteae, tibus iz porodice Cucurbitaceae. Pripada mu 11 rodova od kojih je tipičan Cucurbita s 18 vrsta iz Sjeverne i Južne Amerike.
Opisan je u Mémoires de la Société de Physique et d'Histoire Naturelle de Genève 3(1): 24. 1825.

## Rodovi i broj vrsta
1. Polyclathra Bertol. (1 sp.)
2. Cucurbita L. (18 spp.)
3. Peponopsis Naudin (1 sp.)
4. Penelopeia Urb. (2 spp.)
5. Sicana Naudin (4 spp.)
6. Calycophysum H. Karst. & Triana (4 spp.)
7. Cionosicys Griseb. (4 spp.)
8. Tecunumania Standl. & Steyerm. (2 spp.)
9. Schizocarpum Schrad. (9 spp.)
10. Abobra Naudin (1 sp.)
11. Cayaponia Silva Manso (79 spp.)